# Chartreuse d'Oujon
La chartreuse Notre-Dame d'Oujon, fondée en 1146, située dans une clairière du Jura sur le territoire de la commune d'Arzier-Le Muids en Suisse est la plus ancienne chartreuse de ce pays. Elle fut supprimée, en 1537, lors de la Réforme. Des fouilles archéologiques entreprises dès 1945 ont permis de mettre au jour les vestiges de ses bâtiments.

## Histoire
L'Ordre des Chartreux, issu de la seconde réforme du monachisme bénédictin, est fondé en 1084 dans le massif montagneux de Chartreuse, au-dessus de Grenoble en Dauphiné, par saint Bruno, écolâtre de Reims et Allemand originaire de Cologne. Le fondateur recherche la pureté et le dévouement à Dieu en isolant le moine des influences du monde extérieur. Ce qui explique le choix de lieux isolés pour abriter les communautés cartusiennes. L'architecture même du monastère reflète l'idéal de vie érémitique de la communauté qui ne compte en général pas plus d'une douzaine de moines. Chacun d'entre eux passe la plupart de son temps dans sa cellule (maisonnette avec jardinet) et les parties communes sont conçues sur le modèle de celles des bénédictins.

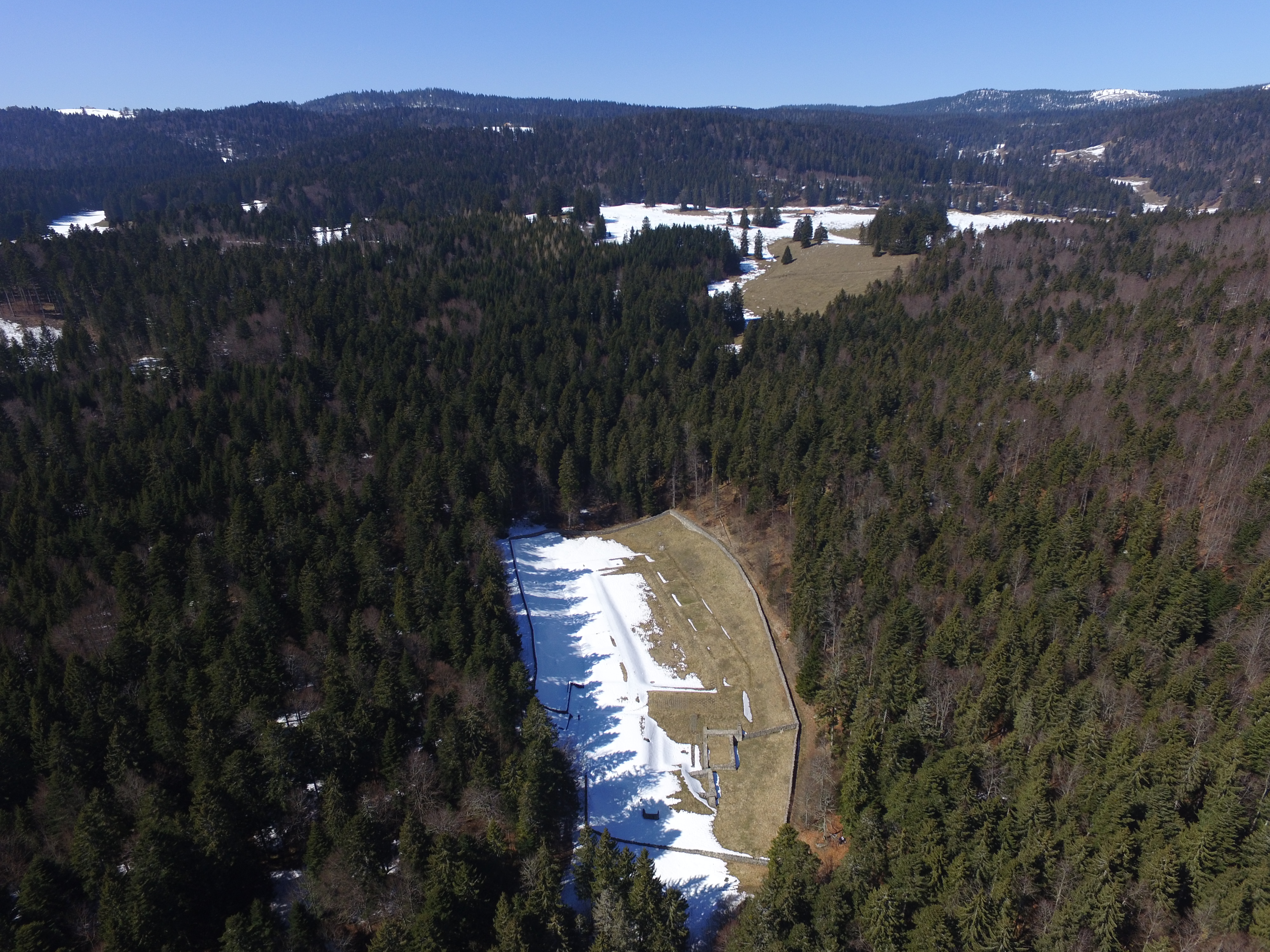
Vue du ciel des ruines d'Oujon

L'ordre se répand depuis le massif de la Chartreuse vers le nord. Les pentes du Jura alors assez inhospitalières sont peu peuplées et l'isolement est l'une des qualités recherchées par la communauté. Cependant, le site choisi vers 1146 n'est pas trop éloigné d'une voie de communication assez importante menant à Saint-Cergue. Le nom d'Oujon vient sans doute de la topographie du lieu, le mot latin augio signifiant « auge ». On ne connaît pas la date précise de la consécration de l'église Notre-Dame. Lors de son installation et au cours des siècles, la chartreuse reçoit de nombreuses donations, en particulier de la part d'Olivier de Mont (seigneur de Mont-le-Grand dont les ruines du château sont toujours visibles sur le territoire de l'actuelle commune de Mont-sur-Rolle),. La chartreuse devient une importante seigneurie et entre parfois en conflit territorial avec ses voisins, comme les seigneurs de Mont et Genolier ainsi que les abbayes de Bonmont et de Saint-Claude. En 1306, le monastère fonde la paroisse d'Arzier.
Un incendie frappe la chartreuse en 1536, alors que la Réforme sévit dans le pays de Vaud sous domination bernoise. Les chartreux, en 1537, demandent alors aux représentants bernois l'autorisation de reconstruire, mais celle-ci leur est refusée. Les trois derniers moines sont expulsés, ce qui marque la fin de l'existence de la chartreuse d'Oujon, après quatre siècles d'existence. Les ruines sont petit à petit pillées par les habitants de la région, si bien que ce ne sont que les fondations et quelques murs qui seront mis au jour par les premiers archéologues en 1945. Les fouilles suivantes sont entreprises dès les années 1970. Le site est aujourd'hui mis en valeur et peut être visité ; il est classé comme bien culturel suisse d'importance nationale. Le mobilier découvert lors des fouilles est conservé par le musée historique de Nyon.